# Werner Lichtenberg
Werner Lichtenberg (* 1953) ist ein deutscher Verwaltungsjurist.

## Werdegang
Lichtenberg war von 1988 bis 1990 stellvertretender Stadtdirektor in Norden. Gerhard Glogowski holte ihn nach seiner Ernennung zum niedersächsischen Innenminister 1990 als Leiter seines Büros in das Innenministerium. Vom 16. November 1992 bis 1. November 1998 war er hauptamtlicher Oberstadtdirektor in Hameln.
Am 28. Oktober 1998 kehrte er als Staatssekretär in das niedersächsische Innenministerium zurück. Nach dem Regierungswechsel 2003 wurde er Direktor bei einer Mobilfunkfirma. Seit 2006 ist er Geschäftsführer eines Beratungsunternehmens.